# فهرست نخست‌وزیران ایران
فهرست نخست‌وزیران ایران شامل نام کسانی است که به جایگاه نخست‌وزیر ایران رسیده‌اند. در ابتدا، نام این جایگاه «رئیس‌الوزرا» بود و جایگزین «صدر اعظم» شده بود. عنوان نخست‌وزیر از سال ۱۳۱۸ و در دوران نخست‌وزیری احمد متین‌دفتری رایج شد. جایگاه نخست‌وزیر در پی همه‌پرسی ۶ مرداد ۱۳۶۸ حذف شده و ریاست هیئت وزیران به «رئیس‌جمهور» واگذار شد.
با پیروزی انقلاب مشروطه و صدور فرمان مشروطیت از سوی مظفرالدین‌شاه (س. ۱۲۸۵–۱۲۷۵)، انتخابات مجلس شورای ملی برگزار شده و نخستین دورهٔ مجلس از مهر ۱۲۸۵ شروع به کار کرد. نصرالله نائینی مشیرالدوله صدر اعظم وقت ایران، قانون اساسی مشروطه را که در تاریخ ۸ دی ۱۲۸۵ به توشیح شاه رسیده بود، در ۱۰ دی به مجلس برد. از آنجا که در تنظیم قانون اساسی، حدود وظایف و مسئولیت وزیران مشخص نشده بود، هیئت دولت به مجلس معرفی نشد. این امر، و به‌طور کلی رفتار منفی دولت در برابر مجلس، نمایندگان را بر آن داشت تا در تاریخ ۷ بهمن، اسامی وزیران و حدود وظایف آن‌ها را از دولت بخواهند. عدم حضور مشیرالدوله در مجلس و بی‌اعتنایی به خواسته‌های نمایندگان درخصوص معرفی وزارتخانه‌ها و وزیران آن‌ها، در نهایت موجب کناره‌گیری او از صدارت در ۲۶ اسفند شد. مجلس به منظور تسلط بر قوه مجریه، تصمیم گرفت که جایگاه صدارت را منحل کند. در این هنگام، محمدعلی‌شاه (س. ۱۲۸۸–۱۲۸۵)، علی‌اصغر اتابک را مأمور تشکیل دولت مشروطه کرد اما چون اتابک در خارج از کشور بود، دولت موقتی به سرپرستی سلطانعلی افخم در ۲۹ اسفند تشکیل شد. سرانجام اتابک روز ۱۱ اردیبهشت ۱۲۸۶ رسماً رئیس‌الوزرای دولت مشروطه شد.
در قانون اساسی مشروطه، نحوهٔ انتخاب نخست‌وزیر تصریح نشده بود. عرف مشروطه غیر از دوران رضاشاه یا بعد از کودتای ۲۸ مرداد بدین صورت بود که پس از رای استمزاجی مجلس به نامزدهای مطرح شده در مجلس برای نخست‌وزیری، فرد منتخب مجلس از سوی شاه به مجلس معرفی نامه صادر شده تا به‌صورت رسمی به مجلس معرفی شود. در صورت اخذ رأی اعتماد از سوی مجلس، فرمان نخست‌وزیری برای نامزد منتخب مجلس صادر می‌شد.
همچنین اگر نخست‌وزیر وقت از مجلس رأی عدم اعتماد دریافت می‌کرد، نسبت به تمایل مجلس به زمامدار آینده، در یک جلسهٔ خصوصی رأی‌گیری شده و نتیجه به اطلاع شاه می‌رسید تا شخص موردنظر مأمور تشکیل دولت شود. در دورهٔ پادشاهی احمدشاه (س. ۱۳۰۴–۱۲۸۸) و دورهٔ اول سلطنت محمدرضاشاه (۱۳۳۲–۱۳۲۰) این سنت‌ها رعایت می‌شد؛ اما در دورهٔ رضاشاه (س. ۱۳۲۰–۱۳۰۴) و پس از کودتای ۲۸ مرداد، محمدرضاشاه (س. ۱۳۵۷–۱۳۲۰) رأساً به نصب و عزل نخست‌وزیر بدون رعایت این سنت اقدام می‌کردند. همچنین بر اساس یک سنت پارلمانی، با آغاز دورهٔ جدید فعالیت دو مجلس نخست‌وزیر از سمت خود استعفا داده و پس از مأمور شدن مجدد از سوی شاه به تشکیل دولت، هیئت دولت جدیدی را ابتدا به شاه و سپس به مجلسین معرفی می‌کرد.
در کشاکش انقلاب، سید روح‌الله خمینی رهبر انقلاب اسلامی، به موازات دولت منتسب به حکومت شاهنشاهی که تا ۲۲ بهمن سر کار بود، دولت موقت را با نظر شورای انقلاب (که نقش مجلس موقت را داشت) تشکیل داد. پس از استعفای دولت بازرگان، شورای انقلاب مستقیم تشکیل دولت را عهده‌دار شد. طبق اصل ۱۲۴ قانون اساسی جمهوری اسلامی ایران که در ۱۰ و ۱۱ آذر ۱۳۵۸ به تصویب ملت رسید، ساختاری نیمه‌ریاستی برای کشور تعریف شد، که نخست‌وزیر به عنوان رئیس دولت، از سوی رئیس‌جمهور نامزد شده و در صورت کسب رأی اعتماد از مجلس شورای اسلامی عهده‌دار این منصب می‌شد، و رهبر به عنوان رئیس کشور نقشی در تعیین وی نداشت. در بازنگری قانون اساسی، با انتقال ریاست دولت به رئیس‌جمهور، نظام کشور به ریاستی تغییر یافت و سمت نخست‌وزیر حذف گشت.

## فهرست

### پادشاهی مشروطه
| ر.                                  | نام (دوران زندگی)               | نام (دوران زندگی)                  | نگاره                           | دوران تصدی                      | دوران تصدی                      | دولت                            | مجلس (دوران)                    | شاه (دوران)                     | م.                              |
| • دولت عِلّیه ایران (۱۳۰۴–۱۲۸۵) •     | • دولت عِلّیه ایران (۱۳۰۴–۱۲۸۵) • | • دولت عِلّیه ایران (۱۳۰۴–۱۲۸۵) •    | • دولت عِلّیه ایران (۱۳۰۴–۱۲۸۵) • | • دولت عِلّیه ایران (۱۳۰۴–۱۲۸۵) • | • دولت عِلّیه ایران (۱۳۰۴–۱۲۸۵) • | • دولت عِلّیه ایران (۱۳۰۴–۱۲۸۵) • | • دولت عِلّیه ایران (۱۳۰۴–۱۲۸۵) • | • دولت عِلّیه ایران (۱۳۰۴–۱۲۸۵) • | • دولت عِلّیه ایران (۱۳۰۴–۱۲۸۵) • |
| ----------------------------------- | ------------------------------- | ---------------------------------- | ------------------------------- | ------------------------------- | ------------------------------- | ------------------------------- | ------------------------------- | ------------------------------- | ------------------------------- |
| –                                   |                                 | سلطانعلی افخم (۱۲۹۷–۱۲۴۶) کفیل     |                                 | ۲۹ اسفند ۱۲۸۵                   | ۹ اردیبهشت ۱۲۸۶                 | افخم                            | ۱ (۱۲۸۷–۱۲۸۵)                   | محمدعلی‌شاه (۱۲۸۸–۱۲۸۵)          | [ ۷ ] [ ۸ ]                     |
| ۱                                   |                                 | علی‌اصغر اتابک (۱۲۸۶–۱۲۳۶)          |                                 | ۱۱ اردیبهشت ۱۲۸۶                | ۸ شهریور ۱۲۸۶†                  | اتابک                           | ۱ (۱۲۸۷–۱۲۸۵)                   | محمدعلی‌شاه (۱۲۸۸–۱۲۸۵)          | [ ۹ ] [ ۱۰ ]                    |
| ۲                                   |                                 | احمد مشیرالسلطنه (۱۲۹۷–۱۲۲۳)       |                                 | ۱۶ شهریور ۱۲۸۶                  | ۲۴ مهر ۱۲۸۶                     | مشیرالسلطنه ۱                   | ۱ (۱۲۸۷–۱۲۸۵)                   | محمدعلی‌شاه (۱۲۸۸–۱۲۸۵)          | [ ۱۱ ] [ ۱۲ ]                   |
| ۳                                   |                                 | ابوالقاسم قراگوزلو (۱۳۰۶–۱۲۴۵)     |                                 | ۳ آبان ۱۲۸۶                     | ۲۴ آذر ۱۲۸۶                     | قراگوزلو                        | ۱ (۱۲۸۷–۱۲۸۵)                   | محمدعلی‌شاه (۱۲۸۸–۱۲۸۵)          | [ ۱۳ ] [ ۱۴ ]                   |
| ۴                                   |                                 | حسینقلی مافی (۱۲۸۷–۱۲۱۱)           |                                 | ۳۰ آذر ۱۲۸۶                     | ۱۵ اردیبهشت ۱۲۸۷                | مافی ۱                          | ۱ (۱۲۸۷–۱۲۸۵)                   | محمدعلی‌شاه (۱۲۸۸–۱۲۸۵)          | [ ۱۵ ] [ ۱۶ ]                   |
| ۴                                   | مافی ۲                          | حسینقلی مافی (۱۲۸۷–۱۲۱۱)           |                                 | ۳۰ آذر ۱۲۸۶                     | ۱۵ اردیبهشت ۱۲۸۷                |                                 | ۱ (۱۲۸۷–۱۲۸۵)                   | محمدعلی‌شاه (۱۲۸۸–۱۲۸۵)          | [ ۱۵ ] [ ۱۶ ]                   |
| (۲)                                 |                                 | احمد مشیرالسلطنه (۱۲۹۷–۱۲۲۳)       |                                 | ۱۵ اردیبهشت ۱۲۸۷                | ۹ اردیبهشت ۱۲۸۸                 | مشیرالسلطنه ۲                   | ۱ (۱۲۸۷–۱۲۸۵)                   | محمدعلی‌شاه (۱۲۸۸–۱۲۸۵)          | [ ۱۷ ]                          |
| (۲)                                 | مشیرالسلطنه ۳                   | احمد مشیرالسلطنه (۱۲۹۷–۱۲۲۳)       | —                               | ۱۵ اردیبهشت ۱۲۸۷                | ۹ اردیبهشت ۱۲۸۸                 |                                 |                                 | محمدعلی‌شاه (۱۲۸۸–۱۲۸۵)          | [ ۱۷ ]                          |
| (۲)                                 | مشیرالسلطنه ۴                   | احمد مشیرالسلطنه (۱۲۹۷–۱۲۲۳)       | —                               | ۱۵ اردیبهشت ۱۲۸۷                | ۹ اردیبهشت ۱۲۸۸                 |                                 |                                 | محمدعلی‌شاه (۱۲۸۸–۱۲۸۵)          | [ ۱۷ ]                          |
| –                                   |                                 | جواد سعدالدوله (۱۳۰۸–۱۲۲۰) کفیل    | —                               |                                 | ۱۲ اردیبهشت ۱۲۸۸                | ۲۵ تیر ۱۲۸۸                     | سعدالدوله                       | محمدعلی‌شاه (۱۲۸۸–۱۲۸۵)          | [ ۱۸ ]                          |
| هیئت دولت بدون نخست‌وزیر             | هیئت دولت بدون نخست‌وزیر         | هیئت دولت بدون نخست‌وزیر            | هیئت دولت بدون نخست‌وزیر         | هیئت دولت بدون نخست‌وزیر         | هیئت دولت بدون نخست‌وزیر         | مجلس عالی                       | احمدشاه (۱۳۰۴–۱۲۸۸)             | [ ۱۹ ]                          |                                 |
| ۵                                   |                                 | محمدولی تنکابنی (۱۳۰۵–۱۲۲۶)        |                                 | ۹ مهر ۱۲۸۸                      | ۲ مرداد ۱۲۸۹                    | تنکابنی ۱                       | احمدشاه (۱۳۰۴–۱۲۸۸)             | ۲ (۱۲۸۹–۱۲۸۸)                   | [ ۲۰ ]                          |
| ۵                                   | تنکابنی ۲                       | محمدولی تنکابنی (۱۳۰۵–۱۲۲۶)        |                                 | ۹ مهر ۱۲۸۸                      | ۲ مرداد ۱۲۸۹                    |                                 | احمدشاه (۱۳۰۴–۱۲۸۸)             | ۲ (۱۲۸۹–۱۲۸۸)                   | [ ۲۰ ]                          |
| ۵                                   | تنکابنی ۳                       | محمدولی تنکابنی (۱۳۰۵–۱۲۲۶)        |                                 | ۹ مهر ۱۲۸۸                      | ۲ مرداد ۱۲۸۹                    |                                 | احمدشاه (۱۳۰۴–۱۲۸۸)             | ۲ (۱۲۸۹–۱۲۸۸)                   | [ ۲۰ ]                          |
| ۶                                   |                                 | حسن مستوفی‌الممالک (۱۳۱۱–۱۲۵۴)      |                                 | ۲۰ تیر ۱۲۸۹                     | ۲۸ بهمن ۱۲۸۹                    | مستوفی ۱                        | احمدشاه (۱۳۰۴–۱۲۸۸)             | ۲ (۱۲۸۹–۱۲۸۸)                   | [ ۲۱ ] [ ۲۲ ]                   |
| (۵)                                 |                                 | محمدولی تنکابنی (۱۳۰۵–۱۲۲۶)        |                                 | ۱۳ اسفند ۱۲۸۹                   | ۲ مرداد ۱۲۹۰                    | تنکابنی ۴                       | احمدشاه (۱۳۰۴–۱۲۸۸)             | ۲ (۱۲۸۹–۱۲۸۸)                   | [ ۲۳ ]                          |
| (۵)                                 | تنکابنی ۵                       | محمدولی تنکابنی (۱۳۰۵–۱۲۲۶)        |                                 | ۱۳ اسفند ۱۲۸۹                   | ۲ مرداد ۱۲۹۰                    |                                 | احمدشاه (۱۳۰۴–۱۲۸۸)             | ۲ (۱۲۸۹–۱۲۸۸)                   | [ ۲۳ ]                          |
| ۷                                   |                                 | نجفقلی بختیاری (۱۳۰۹–۱۲۲۹/۳۰)      |                                 | ۲ مرداد ۱۲۹۰                    | ۲۸ دی ۱۲۹۱                      | بختیاری ۱                       | احمدشاه (۱۳۰۴–۱۲۸۸)             | ۲ (۱۲۸۹–۱۲۸۸)                   | [ ۲۴ ]                          |
| ۷                                   | بختیاری ۲                       | نجفقلی بختیاری (۱۳۰۹–۱۲۲۹/۳۰)      |                                 | ۲ مرداد ۱۲۹۰                    | ۲۸ دی ۱۲۹۱                      |                                 | احمدشاه (۱۳۰۴–۱۲۸۸)             | ۲ (۱۲۸۹–۱۲۸۸)                   | [ ۲۴ ]                          |
| ۷                                   | —                               | نجفقلی بختیاری (۱۳۰۹–۱۲۲۹/۳۰)      |                                 | ۲ مرداد ۱۲۹۰                    | ۲۸ دی ۱۲۹۱                      |                                 | احمدشاه (۱۳۰۴–۱۲۸۸)             |                                 | [ ۲۴ ]                          |
| ۷                                   | بختیاری ۳                       | نجفقلی بختیاری (۱۳۰۹–۱۲۲۹/۳۰)      |                                 | ۲ مرداد ۱۲۹۰                    | ۲۸ دی ۱۲۹۱                      |                                 | احمدشاه (۱۳۰۴–۱۲۸۸)             |                                 | [ ۲۴ ]                          |
| ۸                                   |                                 | محمدعلی علاءالسلطنه (۱۳۱۴–۱۲۱۷)    |                                 | ۱ بهمن ۱۲۹۱                     | ۲۶ مرداد ۱۲۹۳                   | علاءالسلطنه ۱                   | احمدشاه (۱۳۰۴–۱۲۸۸)             | [ ۲۵ ] [ ۲۶ ]                   |                                 |
| (۶)                                 |                                 | حسن مستوفی‌الممالک (۱۳۱۱–۱۲۵۴)      |                                 | ۲۶ مرداد ۱۲۹۳                   | ۱۸ اسفند ۱۲۹۳                   | مستوفی ۲                        | احمدشاه (۱۳۰۴–۱۲۸۸)             | [ ۲۷ ] [ ۲۸ ]                   |                                 |
| (۶)                                 | مستوفی ۳                        | حسن مستوفی‌الممالک (۱۳۱۱–۱۲۵۴)      | ۳ (۱۲۹۴–۱۲۹۳)                   | ۲۶ مرداد ۱۲۹۳                   | ۱۸ اسفند ۱۲۹۳                   |                                 | احمدشاه (۱۳۰۴–۱۲۸۸)             | [ ۲۷ ] [ ۲۸ ]                   |                                 |
| ۹                                   |                                 | حسن مشیرالدوله (۱۳۱۴–۱۲۵۱)         | ۳ (۱۲۹۴–۱۲۹۳)                   |                                 | ۱۹ اسفند ۱۲۹۳                   | ۳ اردیبهشت ۱۲۹۴                 | احمدشاه (۱۳۰۴–۱۲۸۸)             | پیرنیا ۱                        | [ ۲۹ ] [ ۳۰ ]                   |
| ۱۰                                  |                                 | عبدالمجید عین‌الدوله (۱۳۰۶–۱۲۲۴)    | ۳ (۱۲۹۴–۱۲۹۳)                   |                                 | ۴ اردیبهشت ۱۲۹۴                 | ۲۹ تیر ۱۲۹۴                     | احمدشاه (۱۳۰۴–۱۲۸۸)             | عین‌الدوله ۱                     | [ ۳۱ ] [ ۳۲ ]                   |
| (۶)                                 |                                 | حسن مستوفی‌الممالک (۱۳۱۱–۱۲۵۴)      | ۳ (۱۲۹۴–۱۲۹۳)                   |                                 | ۱۲ مرداد ۱۲۹۴                   | ۲ دی ۱۲۹۴                       | احمدشاه (۱۳۰۴–۱۲۸۸)             | مستوفی ۴                        | [ ۳۳ ] [ ۳۴ ]                   |
| (۶)                                 | —                               | حسن مستوفی‌الممالک (۱۳۱۱–۱۲۵۴)      |                                 |                                 | ۱۲ مرداد ۱۲۹۴                   | ۲ دی ۱۲۹۴                       | احمدشاه (۱۳۰۴–۱۲۸۸)             | مستوفی ۴                        | [ ۳۳ ] [ ۳۴ ]                   |
| ۱۱                                  |                                 | عبدالحسین فرمانفرما (۱۳۱۸–۱۲۳۱)    |                                 | ۳ دی ۱۲۹۴                       | ۱۰ اسفند ۱۲۹۴                   | فرمانفرما                       | احمدشاه (۱۳۰۴–۱۲۸۸)             | [ ۳۵ ] [ ۳۶ ]                   |                                 |
| (۵)                                 |                                 | محمدولی تنکابنی (۱۳۰۵–۱۲۲۶)        |                                 | ۱۳ اسفند ۱۲۹۴                   | ۲۲ مرداد ۱۲۹۵                   | تنکابنی ۶                       | احمدشاه (۱۳۰۴–۱۲۸۸)             | [ ۳۷ ] [ ۳۸ ]                   |                                 |
| ۱۲                                  |                                 | حسن وثوق‌الدوله (۱۳۲۹–۱۲۵۴)         |                                 | ۲۳ مرداد ۱۲۹۵                   | ۱۲۹۶                            | وثوق ۱                          | احمدشاه (۱۳۰۴–۱۲۸۸)             | [ ۳۹ ] [ ۴۰ ]                   |                                 |
| (۸)                                 |                                 | محمدعلی علاءالسلطنه (۱۳۱۴–۱۲۱۷)    |                                 | ۱۲۹۶                            | ۲۸ آبان ۱۲۹۶                    | علاءالسلطنه ۲                   | احمدشاه (۱۳۰۴–۱۲۸۸)             | [ ۴۱ ] [ ۴۲ ]                   |                                 |
| (۱۰)                                |                                 | عبدالمجید عین‌الدوله (۱۳۰۶–۱۲۲۴)    |                                 | ۲۸ آبان ۱۲۹۶                    | ۱۷ دی ۱۲۹۶                      | عین‌الدوله ۲                     | احمدشاه (۱۳۰۴–۱۲۸۸)             | [ ۴۳ ] [ ۴۴ ]                   |                                 |
| (۶)                                 |                                 | حسن مستوفی‌الممالک (۱۳۱۱–۱۲۵۴)      |                                 | ۱۷ دی ۱۲۹۶                      | ۵ اردیبهشت ۱۲۹۷                 | مستوفی ۵                        | احمدشاه (۱۳۰۴–۱۲۸۸)             | [ ۴۵ ] [ ۴۶ ]                   |                                 |
| (۷)                                 |                                 | نجفقلی بختیاری (۱۳۰۹–۱۲۲۹/۳۰)      |                                 | ۱۸ اردیبهشت ۱۲۹۷                | ۱۵ مرداد ۱۲۹۷                   | بختیاری ۴                       | احمدشاه (۱۳۰۴–۱۲۸۸)             | [ ۴۷ ] [ ۴۸ ]                   |                                 |
| (۱۲)                                |                                 | حسن وثوق‌الدوله (۱۳۲۹–۱۲۵۴)         |                                 | ۱۵ مرداد ۱۲۹۷                   | ۴ تیر ۱۲۹۹                      | وثوق ۲                          | احمدشاه (۱۳۰۴–۱۲۸۸)             | [ ۴۹ ] [ ۵۰ ]                   |                                 |
| (۱۲)                                |                                 | حسن وثوق‌الدوله (۱۳۲۹–۱۲۵۴)         |                                 | ۱۵ مرداد ۱۲۹۷                   | ۴ تیر ۱۲۹۹                      | وثوق ۲                          | احمدشاه (۱۳۰۴–۱۲۸۸)             | [ ۴۹ ] [ ۵۰ ]                   |                                 |
| (۹)                                 |                                 | حسن مشیرالدوله (۱۳۱۴–۱۲۵۱)         |                                 | ۷ تیر ۱۲۹۹                      | ۳ آبان ۱۲۹۹                     | پیرنیا ۲                        | احمدشاه (۱۳۰۴–۱۲۸۸)             | [ ۵۱ ] [ ۵۲ ]                   |                                 |
| ۱۳                                  |                                 | فتح‌الله اکبر (۱۳۱۷–۱۲۳۴)           |                                 | ۵ آبان ۱۲۹۹                     | ۳ اسفند ۱۲۹۹                    | اکبر ۱                          | احمدشاه (۱۳۰۴–۱۲۸۸)             | [ ۵۳ ] [ ۵۴ ]                   |                                 |
| ۱۳                                  | اکبر ۲                          | فتح‌الله اکبر (۱۳۱۷–۱۲۳۴)           |                                 | ۵ آبان ۱۲۹۹                     | ۳ اسفند ۱۲۹۹                    |                                 | احمدشاه (۱۳۰۴–۱۲۸۸)             | [ ۵۳ ] [ ۵۴ ]                   |                                 |
| ۱۴                                  |                                 | سید ضیاءالدین طباطبایی (۱۳۴۸–۱۲۶۸) |                                 | ۴ اسفند ۱۲۹۹                    | ۱۳۰۰                            | طباطبایی                        | احمدشاه (۱۳۰۴–۱۲۸۸)             | [ ۵۵ ] [ ۵۶ ]                   |                                 |
| ۱۵                                  |                                 | احمد قوام‌السلطنه (۱۳۳۴–۱۲۵۶)       |                                 | ۱۳۰۰                            | ۲۹ دی ۱۳۰۰                      | قوام ۱                          | احمدشاه (۱۳۰۴–۱۲۸۸)             | [ ۵۷ ] [ ۵۸ ]                   |                                 |
| ۱۵                                  | ۴ (۱۳۰۲–۱۳۰۰)                   | احمد قوام‌السلطنه (۱۳۳۴–۱۲۵۶)       |                                 | ۱۳۰۰                            | ۲۹ دی ۱۳۰۰                      | قوام ۱                          | احمدشاه (۱۳۰۴–۱۲۸۸)             | [ ۵۷ ] [ ۵۸ ]                   |                                 |
| ۱۵                                  | قوام ۲                          | احمد قوام‌السلطنه (۱۳۳۴–۱۲۵۶)       |                                 | ۱۳۰۰                            | ۲۹ دی ۱۳۰۰                      |                                 | احمدشاه (۱۳۰۴–۱۲۸۸)             | [ ۵۷ ] [ ۵۸ ]                   |                                 |
| (۹)                                 |                                 | حسن مشیرالدوله (۱۳۱۴–۱۲۵۱)         |                                 | ۲ بهمن ۱۳۰۰                     | ۱۳۰۱                            | پیرنیا ۳                        | احمدشاه (۱۳۰۴–۱۲۸۸)             | [ ۵۹ ]                          |                                 |
| (۱۵)                                |                                 | احمد قوام‌السلطنه (۱۳۳۴–۱۲۵۶)       |                                 | ۱۳۰۱                            | ۵ بهمن ۱۳۰۱                     | قوام ۳                          | احمدشاه (۱۳۰۴–۱۲۸۸)             | [ ۶۰ ] [ ۶۱ ]                   |                                 |
| (۶)                                 |                                 | حسن مستوفی (۱۳۱۱–۱۲۵۴)             |                                 | ۱۰ بهمن ۱۳۰۱                    | ۱۳۰۲                            | مستوفی ۶                        | احمدشاه (۱۳۰۴–۱۲۸۸)             | [ ۶۲ ] [ ۶۳ ]                   |                                 |
| (۹)                                 |                                 | حسن پیرنیا (۱۳۱۴–۱۲۵۱)             |                                 | ۱۳۰۲                            | ۳۰ مهر ۱۳۰۲                     | پیرنیا ۴                        | احمدشاه (۱۳۰۴–۱۲۸۸)             | [ ۶۴ ] [ ۶۵ ]                   |                                 |
| (۹)                                 | —                               | حسن پیرنیا (۱۳۱۴–۱۲۵۱)             |                                 | ۱۳۰۲                            | ۳۰ مهر ۱۳۰۲                     | پیرنیا ۴                        | احمدشاه (۱۳۰۴–۱۲۸۸)             | [ ۶۴ ] [ ۶۵ ]                   |                                 |
| ۱۶                                  |                                 | رضا پهلوی (۱۳۲۳–۱۲۵۶)              |                                 | ۳ آبان ۱۳۰۲                     | ۲۱ آذر ۱۳۰۴                     | پهلوی ۱                         | احمدشاه (۱۳۰۴–۱۲۸۸)             | [ ۶۶ ] [ ۶۷ ]                   |                                 |
| ۱۶                                  | ۵ (۱۳۰۴–۱۳۰۲)                   | رضا پهلوی (۱۳۲۳–۱۲۵۶)              |                                 | ۳ آبان ۱۳۰۲                     | ۲۱ آذر ۱۳۰۴                     | پهلوی ۱                         | احمدشاه (۱۳۰۴–۱۲۸۸)             | [ ۶۶ ] [ ۶۷ ]                   |                                 |
| ۱۶                                  | پهلوی ۲                         | رضا پهلوی (۱۳۲۳–۱۲۵۶)              |                                 | ۳ آبان ۱۳۰۲                     | ۲۱ آذر ۱۳۰۴                     |                                 | احمدشاه (۱۳۰۴–۱۲۸۸)             | [ ۶۶ ] [ ۶۷ ]                   |                                 |
| ۱۶                                  | پهلوی ۳                         | رضا پهلوی (۱۳۲۳–۱۲۵۶)              |                                 | ۳ آبان ۱۳۰۲                     | ۲۱ آذر ۱۳۰۴                     |                                 | احمدشاه (۱۳۰۴–۱۲۸۸)             | [ ۶۶ ] [ ۶۷ ]                   |                                 |
| • کشور شاهنشاهی ایران (۱۳۵۷–۱۳۰۴) • |                                 |                                    |                                 |                                 |                                 |                                 |                                 |                                 |                                 |
| –                                   |                                 | محمدعلی فروغی (۱۳۲۱–۱۲۵۶) کفیل     |                                 | ۲۸ آذر ۱۳۰۴                     | ۱۳۰۵                            | فروغی ۱                         | ۵ (۱۳۰۴–۱۳۰۲)                   | رضاشاه (۱۳۲۰–۱۳۰۴)              | [ ۶۸ ] [ ۶۹ ]                   |
| –                                   | —                               | محمدعلی فروغی (۱۳۲۱–۱۲۵۶) کفیل     |                                 | ۲۸ آذر ۱۳۰۴                     | ۱۳۰۵                            | فروغی ۱                         |                                 | رضاشاه (۱۳۲۰–۱۳۰۴)              | [ ۶۸ ] [ ۶۹ ]                   |
| (۶)                                 |                                 | حسن مستوفی (۱۳۱۱–۱۲۵۴)             |                                 | ۱۳۰۵                            | ۱۳۰۶                            | مستوفی ۷                        | [ ۷۰ ] [ ۷۱ ]                   | رضاشاه (۱۳۲۰–۱۳۰۴)              |                                 |
| (۶)                                 | ۶ (۱۳۰۷–۱۳۰۵)                   | حسن مستوفی (۱۳۱۱–۱۲۵۴)             |                                 | ۱۳۰۵                            | ۱۳۰۶                            | مستوفی ۷                        | [ ۷۰ ] [ ۷۱ ]                   | رضاشاه (۱۳۲۰–۱۳۰۴)              |                                 |
| (۶)                                 | مستوفی ۸                        | حسن مستوفی (۱۳۱۱–۱۲۵۴)             |                                 | ۱۳۰۵                            | ۱۳۰۶                            |                                 | [ ۷۰ ] [ ۷۱ ]                   | رضاشاه (۱۳۲۰–۱۳۰۴)              |                                 |
| (۶)                                 | مستوفی ۹                        | حسن مستوفی (۱۳۱۱–۱۲۵۴)             |                                 | ۱۳۰۵                            | ۱۳۰۶                            |                                 | [ ۷۰ ] [ ۷۱ ]                   | رضاشاه (۱۳۲۰–۱۳۰۴)              |                                 |
| ۱۷                                  |                                 | مهدی‌قلی هدایت (۱۳۳۴–۱۲۴۳)          |                                 | ۱۳۰۶                            | ۲۱ شهریور ۱۳۱۲                  | هدایت ۱                         | [ ۷۲ ]                          | رضاشاه (۱۳۲۰–۱۳۰۴)              |                                 |
| ۱۷                                  |                                 | مهدی‌قلی هدایت (۱۳۳۴–۱۲۴۳)          | هدایت ۲                         | ۱۳۰۶                            | ۲۱ شهریور ۱۳۱۲                  | ۷ (۱۳۰۹–۱۳۰۷)                   | [ ۷۲ ]                          | رضاشاه (۱۳۲۰–۱۳۰۴)              |                                 |
| ۱۷                                  | هدایت ۳                         | مهدی‌قلی هدایت (۱۳۳۴–۱۲۴۳)          | ۸ (۱۳۱۱–۱۳۰۹)                   | ۱۳۰۶                            | ۲۱ شهریور ۱۳۱۲                  |                                 | [ ۷۲ ]                          | رضاشاه (۱۳۲۰–۱۳۰۴)              |                                 |
| ۱۷                                  | هدایت ۴                         | مهدی‌قلی هدایت (۱۳۳۴–۱۲۴۳)          | ۹ (۱۳۱۴–۱۳۱۱)                   | ۱۳۰۶                            | ۲۱ شهریور ۱۳۱۲                  |                                 | [ ۷۲ ]                          | رضاشاه (۱۳۲۰–۱۳۰۴)              |                                 |
| ۱۸                                  |                                 | محمدعلی فروغی (۱۳۲۱–۱۲۵۶)          | ۹ (۱۳۱۴–۱۳۱۱)                   |                                 | ۲۶ شهریور ۱۳۱۲                  | ۱۰ آذر ۱۳۱۴                     | فروغی ۲                         | رضاشاه (۱۳۲۰–۱۳۰۴)              | [ ۷۳ ] [ ۷۴ ]                   |
| ۱۸                                  | فروغی ۳                         | محمدعلی فروغی (۱۳۲۱–۱۲۵۶)          | ۱۰ (۱۳۱۶–۱۳۱۴)                  |                                 | ۲۶ شهریور ۱۳۱۲                  | ۱۰ آذر ۱۳۱۴                     |                                 | رضاشاه (۱۳۲۰–۱۳۰۴)              | [ ۷۳ ] [ ۷۴ ]                   |
| ۱۹                                  |                                 | محمود جم (۱۳۴۸–۱۲۶۴)               | ۱۰ (۱۳۱۶–۱۳۱۴)                  |                                 | ۱۱ آذر ۱۳۱۴                     | ۳ آبان ۱۳۱۸                     | جم ۱                            | رضاشاه (۱۳۲۰–۱۳۰۴)              | [ ۷۵ ] [ ۷۶ ]                   |
| ۱۹                                  | جم ۲                            | محمود جم (۱۳۴۸–۱۲۶۴)               | ۱۱ (۱۳۱۸–۱۳۱۶)                  |                                 | ۱۱ آذر ۱۳۱۴                     | ۳ آبان ۱۳۱۸                     |                                 | رضاشاه (۱۳۲۰–۱۳۰۴)              | [ ۷۵ ] [ ۷۶ ]                   |
| ۲۰                                  |                                 | احمد متین‌دفتری (۱۳۵۰–۱۲۷۵)         |                                 | ۳ آبان ۱۳۱۸                     | ۴ تیر ۱۳۱۹                      | متین‌دفتری                       | ۱۲ (۱۳۲۰–۱۳۱۸)                  | رضاشاه (۱۳۲۰–۱۳۰۴)              | [ ۷۷ ] [ ۷۸ ]                   |
| ۲۱                                  |                                 | علی منصور (۱۳۵۳–۱۲۶۴)              |                                 | ۴ تیر ۱۳۱۹                      | ۵ شهریور ۱۳۲۰                   | ع. منصور ۱                      | ۱۲ (۱۳۲۰–۱۳۱۸)                  | رضاشاه (۱۳۲۰–۱۳۰۴)              | [ ۷۹ ] [ ۸۰ ]                   |
| (۱۸)                                |                                 | محمدعلی فروغی (۱۳۲۱–۱۲۵۶)          |                                 | ۵ شهریور ۱۳۲۰                   | ۱۱ اسفند ۱۳۲۰                   | فروغی ۴                         | ۱۲ (۱۳۲۰–۱۳۱۸)                  | رضاشاه (۱۳۲۰–۱۳۰۴)              | [ ۸۱ ] [ ۸۲ ]                   |
| (۱۸)                                | فروغی ۵                         | محمدعلی فروغی (۱۳۲۱–۱۲۵۶)          | محمدرضاشاه (۱۳۵۷–۱۳۲۰)          | ۵ شهریور ۱۳۲۰                   | ۱۱ اسفند ۱۳۲۰                   |                                 | ۱۲ (۱۳۲۰–۱۳۱۸)                  |                                 | [ ۸۱ ] [ ۸۲ ]                   |
| (۱۸)                                | فروغی ۶                         | محمدعلی فروغی (۱۳۲۱–۱۲۵۶)          | محمدرضاشاه (۱۳۵۷–۱۳۲۰)          | ۵ شهریور ۱۳۲۰                   | ۱۱ اسفند ۱۳۲۰                   | ۱۳ (۱۳۲۲–۱۳۲۰)                  |                                 |                                 | [ ۸۱ ] [ ۸۲ ]                   |
| ۲۲                                  |                                 | علی سهیلی (۱۳۳۷–۱۲۷۴)              | محمدرضاشاه (۱۳۵۷–۱۳۲۰)          |                                 | ۱۸ اسفند ۱۳۲۰                   | ۱۳ (۱۳۲۲–۱۳۲۰)                  | ۸ مرداد ۱۳۲۱                    | سهیلی ۱                         | [ ۸۳ ]                          |
| (۱۵)                                |                                 | احمد قوام (۱۳۳۴–۱۲۵۶)              | محمدرضاشاه (۱۳۵۷–۱۳۲۰)          |                                 | ۱۳ مرداد ۱۳۲۱                   | ۱۳ (۱۳۲۲–۱۳۲۰)                  | ۲۴ بهمن ۱۳۲۱                    | قوام ۴                          | [ ۸۴ ] [ ۸۵ ]                   |
| (۲۲)                                |                                 | علی سهیلی (۱۳۳۷–۱۲۷۴)              | محمدرضاشاه (۱۳۵۷–۱۳۲۰)          |                                 | ۲۵ بهمن ۱۳۲۱                    | ۱۳ (۱۳۲۲–۱۳۲۰)                  | ۲۵ اسفند ۱۳۲۲                   | سهیلی ۲                         | [ ۸۶ ] [ ۸۷ ]                   |
| (۲۲)                                | —                               | علی سهیلی (۱۳۳۷–۱۲۷۴)              | محمدرضاشاه (۱۳۵۷–۱۳۲۰)          |                                 | ۲۵ بهمن ۱۳۲۱                    |                                 | ۲۵ اسفند ۱۳۲۲                   | سهیلی ۲                         | [ ۸۶ ] [ ۸۷ ]                   |
| ۲۳                                  |                                 | محمد ساعد (۱۳۵۲–۱۲۶۰)              | محمدرضاشاه (۱۳۵۷–۱۳۲۰)          |                                 | ۲۷ اسفند ۱۳۲۲                   | ۱۸ آبان ۱۳۲۳                    | ساعد ۱                          | ۱۴ (۱۳۲۴–۱۳۲۲)                  | [ ۸۸ ] [ ۸۹ ]                   |
| ۲۳                                  | ساعد ۲                          | محمد ساعد (۱۳۵۲–۱۲۶۰)              | محمدرضاشاه (۱۳۵۷–۱۳۲۰)          |                                 | ۲۷ اسفند ۱۳۲۲                   | ۱۸ آبان ۱۳۲۳                    |                                 | ۱۴ (۱۳۲۴–۱۳۲۲)                  | [ ۸۸ ] [ ۸۹ ]                   |
| ۲۳                                  | ساعد ۳                          | محمد ساعد (۱۳۵۲–۱۲۶۰)              | محمدرضاشاه (۱۳۵۷–۱۳۲۰)          |                                 | ۲۷ اسفند ۱۳۲۲                   | ۱۸ آبان ۱۳۲۳                    |                                 | ۱۴ (۱۳۲۴–۱۳۲۲)                  | [ ۸۸ ] [ ۸۹ ]                   |
| ۲۴                                  |                                 | مرتضی‌قلی بیات (۱۳۳۷–۱۲۶۶)          | محمدرضاشاه (۱۳۵۷–۱۳۲۰)          |                                 | ۲۹ آبان ۱۳۲۳                    | ۲۸ فروردین ۱۳۲۴                 | بیات                            | ۱۴ (۱۳۲۴–۱۳۲۲)                  | [ ۹۰ ] [ ۹۱ ]                   |
| ۲۵                                  |                                 | ابراهیم حکیمی (۱۳۳۸–۱۲۵۰)          | محمدرضاشاه (۱۳۵۷–۱۳۲۰)          |                                 | ۱۲ اردیبهشت ۱۳۲۴                | ۱۳۲۴                            | حکیمی ۱                         | ۱۴ (۱۳۲۴–۱۳۲۲)                  | [ ۹۲ ] [ ۹۳ ]                   |
| ۲۶                                  |                                 | محسن صدر (۱۳۴۱–۱۲۵۰)               | محمدرضاشاه (۱۳۵۷–۱۳۲۰)          |                                 | ۱۳۲۴                            | ۲۹ مهر ۱۳۲۴                     | صدر                             | ۱۴ (۱۳۲۴–۱۳۲۲)                  | [ ۹۴ ] [ ۹۵ ]                   |
| (۲۵)                                |                                 | ابراهیم حکیمی (۱۳۳۸–۱۲۵۰)          | محمدرضاشاه (۱۳۵۷–۱۳۲۰)          |                                 | ۲ آبان ۱۳۲۴                     | ۳۰ دی ۱۳۲۴                      | حکیمی ۲                         | ۱۴ (۱۳۲۴–۱۳۲۲)                  | [ ۹۶ ] [ ۹۷ ]                   |
| (۱۵)                                |                                 | احمد قوام (۱۳۳۴–۱۲۵۶)              | محمدرضاشاه (۱۳۵۷–۱۳۲۰)          |                                 | ۷ بهمن ۱۳۲۴                     | ۱۸ آذر ۱۳۲۶                     | قوام ۵                          | ۱۴ (۱۳۲۴–۱۳۲۲)                  | [ ۹۸ ] [ ۹۹ ]                   |
| (۱۵)                                | —                               | احمد قوام (۱۳۳۴–۱۲۵۶)              | محمدرضاشاه (۱۳۵۷–۱۳۲۰)          |                                 | ۷ بهمن ۱۳۲۴                     | ۱۸ آذر ۱۳۲۶                     | قوام ۵                          |                                 | [ ۹۸ ] [ ۹۹ ]                   |
| (۱۵)                                | قوام ۶                          | احمد قوام (۱۳۳۴–۱۲۵۶)              | محمدرضاشاه (۱۳۵۷–۱۳۲۰)          |                                 | ۷ بهمن ۱۳۲۴                     | ۱۸ آذر ۱۳۲۶                     |                                 |                                 | [ ۹۸ ] [ ۹۹ ]                   |
| (۱۵)                                | قوام ۷                          | احمد قوام (۱۳۳۴–۱۲۵۶)              | محمدرضاشاه (۱۳۵۷–۱۳۲۰)          |                                 | ۷ بهمن ۱۳۲۴                     | ۱۸ آذر ۱۳۲۶                     |                                 |                                 | [ ۹۸ ] [ ۹۹ ]                   |
| (۱۵)                                | قوام ۸                          | احمد قوام (۱۳۳۴–۱۲۵۶)              | محمدرضاشاه (۱۳۵۷–۱۳۲۰)          |                                 | ۷ بهمن ۱۳۲۴                     | ۱۸ آذر ۱۳۲۶                     |                                 |                                 | [ ۹۸ ] [ ۹۹ ]                   |
| (۱۵)                                | قوام ۹                          | احمد قوام (۱۳۳۴–۱۲۵۶)              | محمدرضاشاه (۱۳۵۷–۱۳۲۰)          | ۱۵ (۱۳۲۸–۱۳۲۶)                  | ۷ بهمن ۱۳۲۴                     | ۱۸ آذر ۱۳۲۶                     |                                 |                                 | [ ۹۸ ] [ ۹۹ ]                   |
| (۲۵)                                |                                 | ابراهیم حکیمی (۱۳۳۸–۱۲۵۰)          | محمدرضاشاه (۱۳۵۷–۱۳۲۰)          | ۱۵ (۱۳۲۸–۱۳۲۶)                  |                                 | ۳۰ آذر ۱۳۲۶                     | ۱۳۲۷                            | حکیمی ۳                         | [ ۱۰۰ ]                         |
| ۲۷                                  |                                 | عبدالحسین هژیر (۱۳۲۸–۱۲۸۱)         | محمدرضاشاه (۱۳۵۷–۱۳۲۰)          | ۱۵ (۱۳۲۸–۱۳۲۶)                  |                                 | ۱۳۲۷                            | ۱۵ آبان ۱۳۲۷                    | هژیر                            | [ ۱۰۱ ] [ ۱۰۲ ]                 |
| (۲۳)                                |                                 | محمد ساعد (۱۳۵۲–۱۲۶۰)              | محمدرضاشاه (۱۳۵۷–۱۳۲۰)          | ۱۵ (۱۳۲۸–۱۳۲۶)                  |                                 | ۲۲ آبان ۱۳۲۷                    | ۲۸ اسفند ۱۳۲۸                   | ساعد ۴                          | [ ۱۰۳ ] [ ۱۰۴ ]                 |
| (۲۳)                                | ساعد ۵                          | محمد ساعد (۱۳۵۲–۱۲۶۰)              | محمدرضاشاه (۱۳۵۷–۱۳۲۰)          | ۱۶ (۱۳۳۰–۱۳۲۸)                  |                                 | ۲۲ آبان ۱۳۲۷                    | ۲۸ اسفند ۱۳۲۸                   |                                 | [ ۱۰۳ ] [ ۱۰۴ ]                 |
| (۲۱)                                |                                 | علی منصور (۱۳۵۳–۱۲۶۵)              | محمدرضاشاه (۱۳۵۷–۱۳۲۰)          | ۱۶ (۱۳۳۰–۱۳۲۸)                  |                                 | ۳ فروردین ۱۳۲۹                  | ۵ تیر ۱۳۲۹                      | ع. منصور ۲                      | [ ۱۰۵ ] [ ۱۰۶ ]                 |
| ۲۸                                  |                                 | حاجعلی رزم‌آرا (۱۳۲۹–۱۲۸۰)          | محمدرضاشاه (۱۳۵۷–۱۳۲۰)          | ۱۶ (۱۳۳۰–۱۳۲۸)                  |                                 | ۶ تیر ۱۳۲۹                      | ۱۶ اسفند ۱۳۲۹†                  | رزم‌آرا                          | [ ۱۰۷ ] [ ۱۰۸ ]                 |
| –                                   |                                 | خلیل فهیمی (۱۳۳۲–۱۲۵۵) کفیل        | محمدرضاشاه (۱۳۵۷–۱۳۲۰)          | ۱۶ (۱۳۳۰–۱۳۲۸)                  |                                 | ۱۶ اسفند ۱۳۲۹                   | ۲۱ اسفند ۱۳۲۹                   | رزم‌آرا                          | [ ۱۰۹ ] [ ۱۱۰ ]                 |
| ۲۹                                  |                                 | حسین علاء (۱۳۴۳–۱۲۶۰)              | محمدرضاشاه (۱۳۵۷–۱۳۲۰)          | ۱۶ (۱۳۳۰–۱۳۲۸)                  |                                 | ۲۱ اسفند ۱۳۲۹                   | ۶ اردیبهشت ۱۳۳۰                 | علاء ۱                          | [ ۱۱۱ ] [ ۱۱۲ ]                 |
| ۳۰                                  |                                 | محمد مصدق (۱۳۴۵–۱۲۶۱)              | محمدرضاشاه (۱۳۵۷–۱۳۲۰)          | ۱۶ (۱۳۳۰–۱۳۲۸)                  |                                 | ۸ اردیبهشت ۱۳۳۰                 | ۲۵ تیر ۱۳۳۱                     | مصدق ۱                          | [ ۱۱۳ ]                         |
| ۳۰                                  | —                               | محمد مصدق (۱۳۴۵–۱۲۶۱)              | محمدرضاشاه (۱۳۵۷–۱۳۲۰)          | ۱۷ (۱۳۳۲–۱۳۳۱)                  |                                 | ۸ اردیبهشت ۱۳۳۰                 | ۲۵ تیر ۱۳۳۱                     |                                 | [ ۱۱۳ ]                         |
| (۱۵)                                |                                 | احمد قوام (۱۳۳۴–۱۲۵۶)              | محمدرضاشاه (۱۳۵۷–۱۳۲۰)          | ۱۷ (۱۳۳۲–۱۳۳۱)                  |                                 | ۲۷ تیر ۱۳۳۱                     | ۳۰ تیر ۱۳۳۱                     | —                               | [ ۱۱۴ ] [ ۱۱۵ ]                 |
| (۳۰)                                |                                 | محمد مصدق (۱۳۴۵–۱۲۶۱)              | محمدرضاشاه (۱۳۵۷–۱۳۲۰)          | ۱۷ (۱۳۳۲–۱۳۳۱)                  |                                 | ۳۱ تیر ۱۳۳۱                     | ۲۲ مرداد ۱۳۳۲                   | مصدق ۲                          | [ ۱۱۶ ] [ ۱۱۷ ]                 |
| ۳۱                                  |                                 | فضل‌الله زاهدی (۱۳۴۲–۱۲۷۱)          | محمدرضاشاه (۱۳۵۷–۱۳۲۰)          | ۱۷ (۱۳۳۲–۱۳۳۱)                  |                                 | ۲۲ مرداد ۱۳۳۲                   | ۱۷ فروردین ۱۳۳۴                 | زاهدی ۱                         | [ ۱۱۸ ] [ ۱۱۹ ]                 |
| ۳۱                                  | زاهدی ۲                         | فضل‌الله زاهدی (۱۳۴۲–۱۲۷۱)          | محمدرضاشاه (۱۳۵۷–۱۳۲۰)          | ۱۸ (۱۳۳۵–۱۳۳۲)                  |                                 | ۲۲ مرداد ۱۳۳۲                   | ۱۷ فروردین ۱۳۳۴                 |                                 | [ ۱۱۸ ] [ ۱۱۹ ]                 |
| (۲۹)                                |                                 | حسین علاء (۱۳۴۳–۱۲۶۰)              | محمدرضاشاه (۱۳۵۷–۱۳۲۰)          | ۱۸ (۱۳۳۵–۱۳۳۲)                  |                                 | ۱۷ فروردین ۱۳۳۴                 | ۱۴ فروردین ۱۳۳۶                 | علاء ۲                          | [ ۱۲۰ ] [ ۱۲۱ ]                 |
| (۲۹)                                | علاء ۳                          | حسین علاء (۱۳۴۳–۱۲۶۰)              | محمدرضاشاه (۱۳۵۷–۱۳۲۰)          | ۱۹ (۱۳۳۹–۱۳۳۵)                  |                                 | ۱۷ فروردین ۱۳۳۴                 | ۱۴ فروردین ۱۳۳۶                 |                                 | [ ۱۲۰ ] [ ۱۲۱ ]                 |
| ۳۲                                  |                                 | منوچهر اقبال (۱۳۵۶–۱۲۸۸)           | محمدرضاشاه (۱۳۵۷–۱۳۲۰)          | ۱۹ (۱۳۳۹–۱۳۳۵)                  |                                 | ۱۵ فروردین ۱۳۳۶                 | ۶ شهریور ۱۳۳۹                   | اقبال                           | [ ۱۲۲ ] [ ۱۲۳ ]                 |
| ۳۳                                  |                                 | جعفر شریف‌امامی (۱۳۷۷–۱۲۹۱)         | محمدرضاشاه (۱۳۵۷–۱۳۲۰)          |                                 | ۷ شهریور ۱۳۳۹                   | ۱۶ اردیبهشت ۱۳۴۰                | شریف‌امامی ۱                     | —                               | [ ۱۲۴ ] [ ۱۲۵ ]                 |
| ۳۳                                  | شریف‌امامی ۲                     | جعفر شریف‌امامی (۱۳۷۷–۱۲۹۱)         | محمدرضاشاه (۱۳۵۷–۱۳۲۰)          | ۲۰ (۱۳۴۰–۱۳۳۹)                  | ۷ شهریور ۱۳۳۹                   | ۱۶ اردیبهشت ۱۳۴۰                |                                 |                                 | [ ۱۲۴ ] [ ۱۲۵ ]                 |
| ۳۴                                  |                                 | علی امینی (۱۳۷۱–۱۲۸۴)              | محمدرضاشاه (۱۳۵۷–۱۳۲۰)          |                                 | ۱۶ اردیبهشت ۱۳۴۰                | ۲۶ تیر ۱۳۴۱                     | امینی                           | —                               | [ ۱۲۶ ] [ ۱۲۷ ]                 |
| ۳۵                                  |                                 | اسدالله علم (۱۳۵۷–۱۲۹۸)            | محمدرضاشاه (۱۳۵۷–۱۳۲۰)          |                                 | ۲۸ تیر ۱۳۴۱                     | ۱۷ اسفند ۱۳۴۲                   | علم ۱                           | —                               | [ ۱۲۸ ] [ ۱۲۹ ]                 |
| ۳۵                                  | علم ۲                           | اسدالله علم (۱۳۵۷–۱۲۹۸)            | محمدرضاشاه (۱۳۵۷–۱۳۲۰)          |                                 | ۲۸ تیر ۱۳۴۱                     | ۱۷ اسفند ۱۳۴۲                   |                                 | —                               | [ ۱۲۸ ] [ ۱۲۹ ]                 |
| ۳۵                                  | علم ۳                           | اسدالله علم (۱۳۵۷–۱۲۹۸)            | محمدرضاشاه (۱۳۵۷–۱۳۲۰)          | ۲۱ (۱۳۴۶–۱۳۴۲)                  | ۲۸ تیر ۱۳۴۱                     | ۱۷ اسفند ۱۳۴۲                   |                                 |                                 | [ ۱۲۸ ] [ ۱۲۹ ]                 |
| ۳۶                                  |                                 | حسنعلی منصور (۱۳۴۳–۱۳۰۲)           | محمدرضاشاه (۱۳۵۷–۱۳۲۰)          | ۲۱ (۱۳۴۶–۱۳۴۲)                  |                                 | ۱۷ اسفند ۱۳۴۲                   | ۱ بهمن ۱۳۴۳†                    | ح. منصور                        | [ ۱۳۰ ] [ ۱۳۱ ]                 |
| ۳۷                                  |                                 | امیرعباس هویدا (۱۳۵۸–۱۲۹۷)         | محمدرضاشاه (۱۳۵۷–۱۳۲۰)          | ۲۱ (۱۳۴۶–۱۳۴۲)                  |                                 | ۱ بهمن ۱۳۴۳                     | ۶ بهمن ۱۳۴۳                     | ح. منصور                        | [ ۱۳۲ ]                         |
| ۳۷                                  | ۶ بهمن ۱۳۴۳                     | امیرعباس هویدا (۱۳۵۸–۱۲۹۷)         | محمدرضاشاه (۱۳۵۷–۱۳۲۰)          | ۲۱ (۱۳۴۶–۱۳۴۲)                  | ۱۵ مرداد ۱۳۵۶                   | هویدا ۱                         | [ ۱۳۳ ] [ ۱۳۴ ]                 |                                 |                                 |
| ۳۷                                  | ۶ بهمن ۱۳۴۳                     | امیرعباس هویدا (۱۳۵۸–۱۲۹۷)         | محمدرضاشاه (۱۳۵۷–۱۳۲۰)          | هویدا ۲                         | ۱۵ مرداد ۱۳۵۶                   | ۲۲ (۱۳۵۰–۱۳۴۶)                  | [ ۱۳۳ ] [ ۱۳۴ ]                 |                                 |                                 |
| ۳۷                                  | ۶ بهمن ۱۳۴۳                     | امیرعباس هویدا (۱۳۵۸–۱۲۹۷)         | محمدرضاشاه (۱۳۵۷–۱۳۲۰)          | هویدا ۳                         | ۱۵ مرداد ۱۳۵۶                   | ۲۳ (۱۳۵۴–۱۳۵۰)                  | [ ۱۳۳ ] [ ۱۳۴ ]                 |                                 |                                 |
| ۳۷                                  | ۶ بهمن ۱۳۴۳                     | امیرعباس هویدا (۱۳۵۸–۱۲۹۷)         | محمدرضاشاه (۱۳۵۷–۱۳۲۰)          |                                 | ۱۵ مرداد ۱۳۵۶                   | هویدا ۴                         | [ ۱۳۳ ] [ ۱۳۴ ]                 | ۲۴ (۱۳۵۷–۱۳۵۴)                  |                                 |
| ۳۸                                  |                                 | جمشید آموزگار (۱۳۹۵–۱۳۰۲)          | محمدرضاشاه (۱۳۵۷–۱۳۲۰)          |                                 | ۱۶ مرداد ۱۳۵۶                   | ۵ شهریور ۱۳۵۷                   | آموزگار                         | ۲۴ (۱۳۵۷–۱۳۵۴)                  | [ ۱۳۵ ] [ ۱۳۶ ]                 |
| (۳۳)                                |                                 | جعفر شریف‌امامی (۱۳۷۷–۱۲۹۱)         | محمدرضاشاه (۱۳۵۷–۱۳۲۰)          |                                 | ۵ شهریور ۱۳۵۷                   | ۱۴ آبان ۱۳۵۷                    | شریف‌امامی ۳                     | ۲۴ (۱۳۵۷–۱۳۵۴)                  | [ ۱۳۷ ]                         |
| (۳۳)                                |                                 | جعفر شریف‌امامی (۱۳۷۷–۱۲۹۱)         | محمدرضاشاه (۱۳۵۷–۱۳۲۰)          |                                 | ۵ شهریور ۱۳۵۷                   | ۱۴ آبان ۱۳۵۷                    | شریف‌امامی ۳                     | ۲۴ (۱۳۵۷–۱۳۵۴)                  | [ ۱۳۷ ]                         |
| ۳۹                                  |                                 | غلامرضا ازهاری (۱۳۸۰–۱۲۹۰)         | محمدرضاشاه (۱۳۵۷–۱۳۲۰)          |                                 | ۱۵ آبان ۱۳۵۷                    | ۱۰ دی ۱۳۵۷                      | ازهاری                          | ۲۴ (۱۳۵۷–۱۳۵۴)                  | [ ۱۳۸ ] [ ۱۳۹ ]                 |
| ۴۰                                  |                                 | شاپور بختیار (۱۳۷۰–۱۲۹۳)           | محمدرضاشاه (۱۳۵۷–۱۳۲۰)          |                                 | ۱۶ دی ۱۳۵۷                      | ۲۲ بهمن ۱۳۵۷                    | بختیار                          | ۲۴ (۱۳۵۷–۱۳۵۴)                  | [ ۱۴۰ ] [ ۱۴۱ ]                 |

### جمهوری اسلامی
| ر.                                  | نام (دوران زندگی)                   | نام (دوران زندگی)                   | نگاره                               | دوران تصدی                          | دوران تصدی                          | دولت                                | مجلس (دوران)                        | رئیس‌جمهور (دوران)                   | رئیس‌جمهور (دوران)                   | م.                                  |
| • جمهوری اسلامی ایران (۱۳۶۸–۱۳۵۷) • | • جمهوری اسلامی ایران (۱۳۶۸–۱۳۵۷) • | • جمهوری اسلامی ایران (۱۳۶۸–۱۳۵۷) • | • جمهوری اسلامی ایران (۱۳۶۸–۱۳۵۷) • | • جمهوری اسلامی ایران (۱۳۶۸–۱۳۵۷) • | • جمهوری اسلامی ایران (۱۳۶۸–۱۳۵۷) • | • جمهوری اسلامی ایران (۱۳۶۸–۱۳۵۷) • | • جمهوری اسلامی ایران (۱۳۶۸–۱۳۵۷) • | • جمهوری اسلامی ایران (۱۳۶۸–۱۳۵۷) • | • جمهوری اسلامی ایران (۱۳۶۸–۱۳۵۷) • | • جمهوری اسلامی ایران (۱۳۶۸–۱۳۵۷) • |
| ----------------------------------- | ----------------------------------- | ----------------------------------- | ----------------------------------- | ----------------------------------- | ----------------------------------- | ----------------------------------- | ----------------------------------- | ----------------------------------- | ----------------------------------- | ----------------------------------- |
| ۴۱                                  |                                     | مهدی بازرگان (۱۳۷۳–۱۲۸۶)            |                                     | ۱۵ بهمن ۱۳۵۷                        | ۱۵ آبان ۱۳۵۸                        | بازرگان                             | —                                   | —                                   | —                                   | [ ۱۴۳ ] [ ۱۴۴ ]                     |
| هیئت دولت بدون نخست‌وزیر             | هیئت دولت بدون نخست‌وزیر             | هیئت دولت بدون نخست‌وزیر             | هیئت دولت بدون نخست‌وزیر             | هیئت دولت بدون نخست‌وزیر             | هیئت دولت بدون نخست‌وزیر             | شورای انقلاب                        | —                                   | —                                   | —                                   | [ ۱۴۶ ]                             |
| هیئت دولت بدون نخست‌وزیر             | هیئت دولت بدون نخست‌وزیر             | هیئت دولت بدون نخست‌وزیر             | هیئت دولت بدون نخست‌وزیر             | هیئت دولت بدون نخست‌وزیر             | هیئت دولت بدون نخست‌وزیر             | شورای انقلاب                        | —                                   | سید ابوالحسن بنی‌صدر (۱۳۶۰–۱۳۵۸)     |                                     | [ ۱۴۶ ]                             |
| ۴۲                                  |                                     | محمدعلی رجایی (۱۳۶۰–۱۳۱۲)           |                                     | ۲۰ مرداد ۱۳۵۹                       | ۱۴ مرداد ۱۳۶۰                       | رجایی                               | ۱ (۱۳۶۳–۱۳۵۹)                       | [ ۱۴۷ ]                             |                                     |                                     |
| ۴۲                                  | شورای ریاست                         | محمدعلی رجایی (۱۳۶۰–۱۳۱۲)           |                                     | ۲۰ مرداد ۱۳۵۹                       | ۱۴ مرداد ۱۳۶۰                       | رجایی                               | ۱ (۱۳۶۳–۱۳۵۹)                       | [ ۱۴۷ ]                             |                                     |                                     |
| ۴۳                                  |                                     | محمدجواد باهنر (۱۳۶۰–۱۳۱۲)          |                                     | ۱۴ مرداد ۱۳۶۰                       | ۸ شهریور ۱۳۶۰†                      | باهنر                               | ۱ (۱۳۶۳–۱۳۵۹)                       |                                     | محمدعلی رجایی (۱۳۶۰)                | [ ۱۴۸ ]                             |
| ۴۴                                  |                                     | محمدرضا مهدوی کنی (۱۳۹۳–۱۳۱۰)       |                                     | ۱۱ شهریور ۱۳۶۰                      | ۷ آبان ۱۳۶۰                         | مهدوی کنی                           | ۱ (۱۳۶۳–۱۳۵۹)                       | شورای ریاست                         | شورای ریاست                         | [ ۱۴۹ ]                             |
| ۴۵                                  |                                     | میرحسین موسوی (اکنون–۱۳۲۰)          |                                     | ۷ آبان ۱۳۶۰                         | ۲۵ مرداد ۱۳۶۸                       | موسوی ۱                             | ۱ (۱۳۶۳–۱۳۵۹)                       |                                     | سید علی خامنه‌ای (۱۳۶۸–۱۳۶۰)         | [ ۱۵۰ ]                             |
| ۴۵                                  | ۲ (۱۳۶۷–۱۳۶۳)                       | میرحسین موسوی (اکنون–۱۳۲۰)          |                                     | ۷ آبان ۱۳۶۰                         | ۲۵ مرداد ۱۳۶۸                       | موسوی ۱                             |                                     |                                     | سید علی خامنه‌ای (۱۳۶۸–۱۳۶۰)         |                                     |
| ۴۵                                  | موسوی ۲                             | میرحسین موسوی (اکنون–۱۳۲۰)          | [ ۱۵۱ ]                             | ۷ آبان ۱۳۶۰                         | ۲۵ مرداد ۱۳۶۸                       |                                     |                                     |                                     | سید علی خامنه‌ای (۱۳۶۸–۱۳۶۰)         |                                     |
| ۴۵                                  | موسوی ۲                             | میرحسین موسوی (اکنون–۱۳۲۰)          | ۳ (۱۳۷۱–۱۳۶۷)                       | ۷ آبان ۱۳۶۰                         | ۲۵ مرداد ۱۳۶۸                       |                                     |                                     |                                     | سید علی خامنه‌ای (۱۳۶۸–۱۳۶۰)         |                                     |

## انتصاب‌های لغو شده
| نام (دوران زندگی) | نام (دوران زندگی)              | نگاره | تاریخ تعیین      | علت لغو                                  | م.      |
| ----------------- | ------------------------------ | ----- | ---------------- | ---------------------------------------- | ------- |
|                   | کامران میرزا (۱۳۰۷–۱۲۳۵)       |       | ۹ اردیبهشت ۱۲۸۸  | مغایرت با اصل ۵۹ متمم قانون اساسی مشروطه |         |
|                   | ابوالقاسم قراگوزلو (۱۳۰۶–۱۲۴۵) |       | ۱۲ اردیبهشت ۱۲۸۸ | عدم پذیرش فرمان انتصاب                   | [ ۱۵۲ ] |
|                   | محمد مصدق (۱۳۴۵–۱۲۶۱)          |       | ۲۳ آبان ۱۳۲۳     | عدم پذیرش فرمان انتصاب                   | [ ۱۵۳ ] |
|                   | رضا حکمت (۱۳۵۶–۱۲۶۹)           |       | ۲۳ آذر ۱۳۲۶      | عدم پذیرش فرمان انتصاب                   | [ ۱۵۴ ] |

## پی‌نوشت‌ها